# Ermita del Calvari (l'Alcora)
L'Ermita del Calvari és un edifici religiós que es troba sobre el pujol de Sant Cristòfol de l'Alcora, l'Alcalatén (Castelló).
Està reconegut com a Bé de Rellevància Local segons la Disposició Addicional Cinquena de la Llei 5/2007, de 9 de febrer, de la Generalitat, de modificació de la Llei 4/1998, d'11 de juny, del Patrimoni Cultural Valencià (DOCV Núm. 5.449 / 13/02/2007).

## Història
El calvari de l'Alcora té el seu origen abans de l'edificació de l'ermita. Aquesta es va construir a finals en 1698. L'ermita es va reformar en 1774, ampliant-se i tancant-se el recinte, i agregant-se les estacions dels Dolors. En 1811 va ser saquejat pels francesos i en 1936 va sofrir greus desperfectes, desapareixent les valuoses creus en ceràmica del Comte d'Aranda, excepte quatre, obres del pintor Ferrer d'una sola peça de notables dimensions. L'edifici va ser remodelat en 1975

## Descripció
L'ermita és un edifici de grans proporcions. Està edificada sobre una plataforma abalconada sobre el recinte del Calvari i la població de L'Alcora. En el seu exterior presenta un creuer de braços curts. El cos de l'absis és arrodonit mentre que la sagristia que es troba després d'ell és quadrangular. Presenta una cúpula de teules vidriades sobre tambor octogonal amb finestres, coronant l'edifici. La prática totalitat de la façana està ocupada per un mural ceràmic de la Crucifixió, de 74 metres quadrats, obra de José Cotanda Aguillela, afegit en 1974. La cornisa és de línia feta fallida, amb adorns de pinacles en les cantonades i espadanya barroca amb campana sobre el capcer.

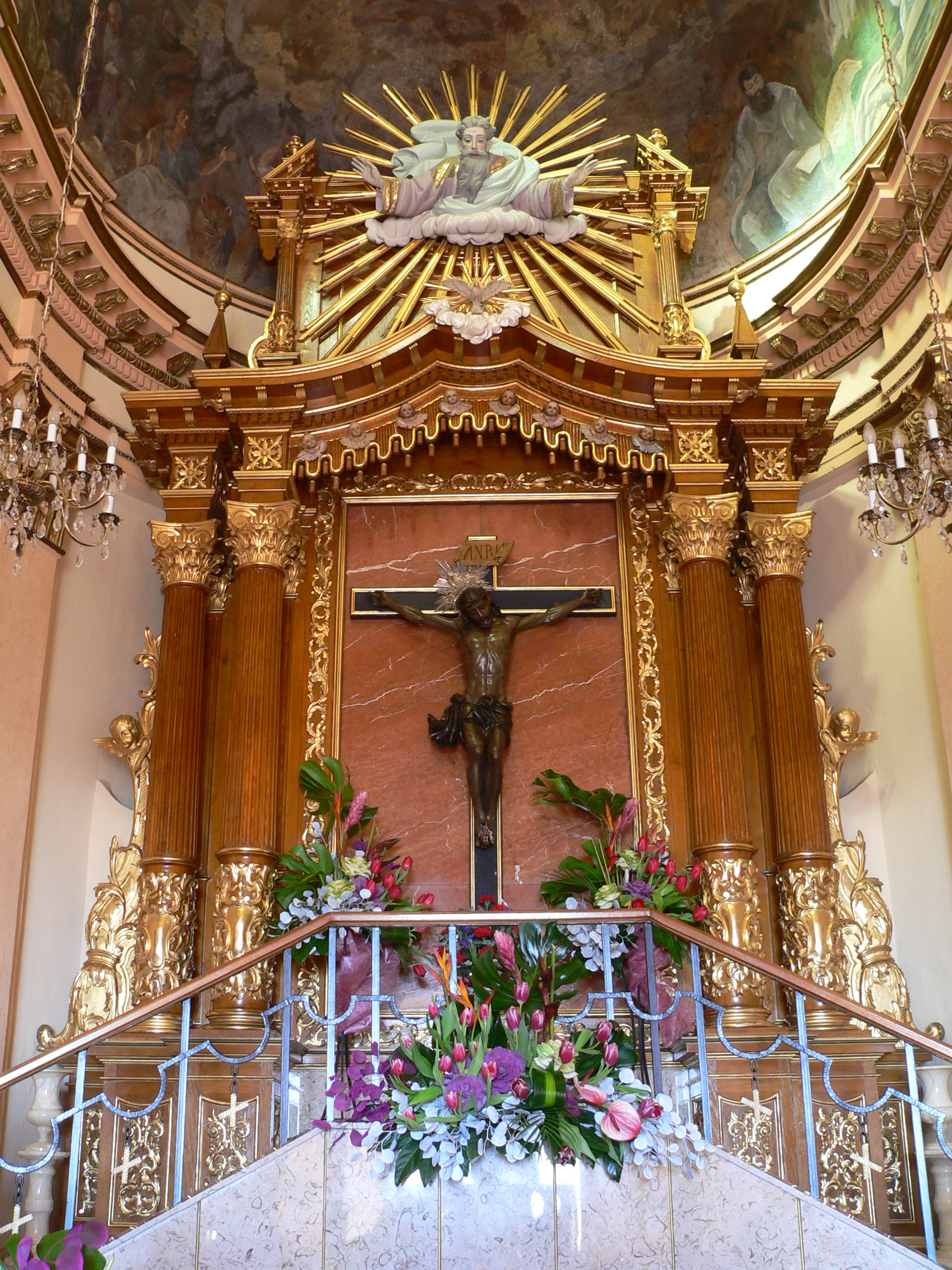
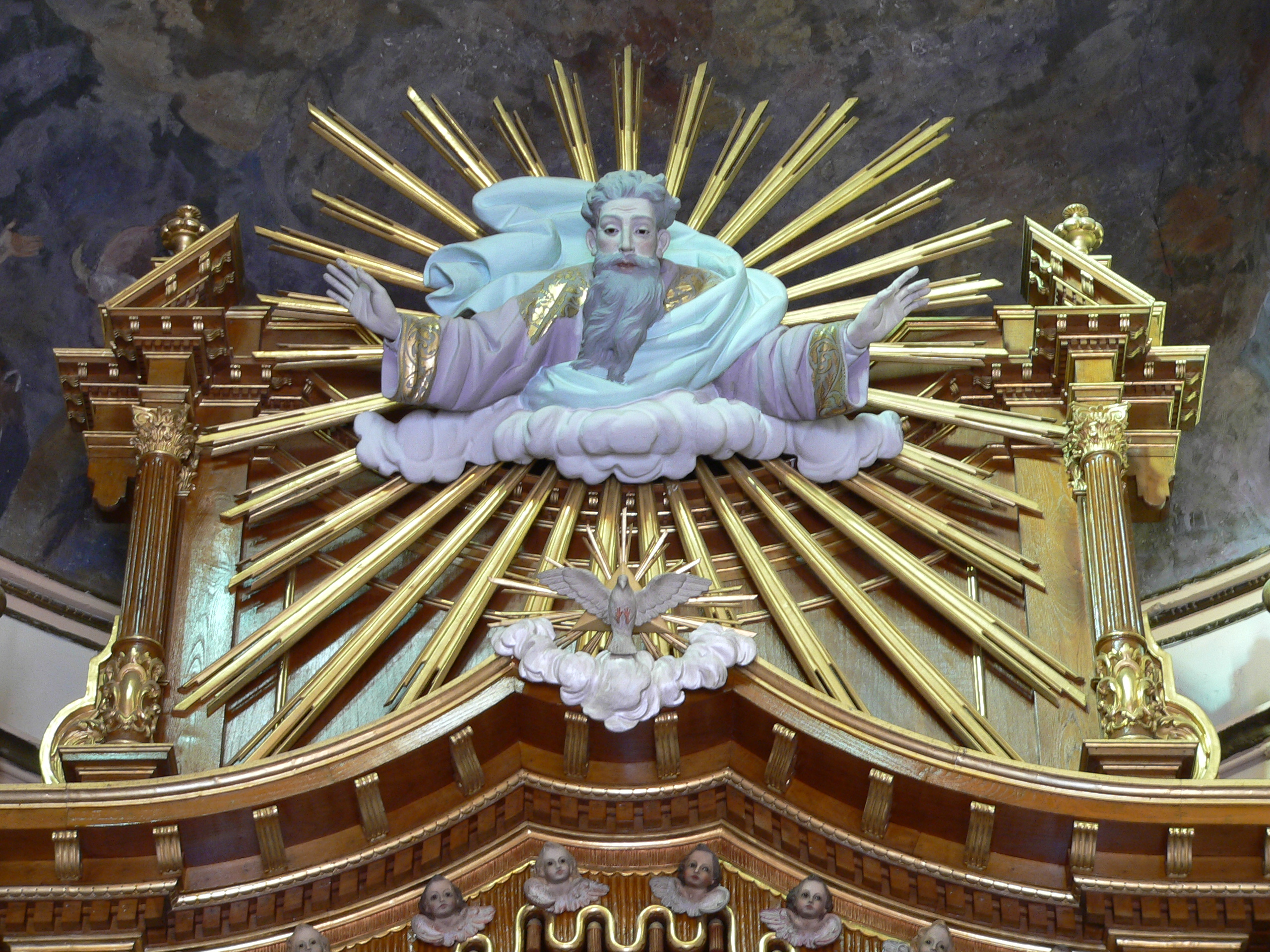

La decoració de l'interior és d'estil rococó, amb rocalles del segle xviii, i llenços de José i Vicente Cotanda. La cúpula i les petxines estan decorades amb pintures de la Passió. En la remodelació de 1975 es va afegir una girola després del cambril. La imatge de Crist és una talla del XVII atribuïda a l'escola sevillana de Juan Martínez Montañés. Presideix l'altar major un retaule amb columnes i profusió de marbres i daurats.